# Ljevaja
Ljevaja (en serbe cyrillique : Љеваја) est un village de Serbie situé dans la municipalité de Gornji Milanovac, district de Moravica. Au recensement de 2011, il comptait 95 habitants.

## Démographie
| 1948 | 1953 | 1961 | 1971 | 1981 | 1991 | 2002 | 2011 |
| ---- | ---- | ---- | ---- | ---- | ---- | ---- | ---- |
| 329  | 319  | 253  | 197  | 175  | 145  | 115  | 95   |

|  |

## Personnalité
Raka Levajac (1777-1833), un voïvode qui participa au premier et au second soulèvement serbe, est né dans le village.